# Genesis Live
Genesis Live es el primer álbum en vivo de la banda de rock progresivo Genesis y el quinto de su carrera. Fue publicado en el año 1973 y alcanzó el N.º 9 en el ranking del Reino Unido.

## Sinopsis
Originalmente, el grupo no tenía planes de lanzar un álbum en vivo en esos tiempos, pero su casa discográfica decidió lanzar Genesis Live con un precio promocional, mientras que la banda grababa su siguiente álbum, Selling England by the Pound a mediados de 1973. El álbum fue beneficioso para los fanes más devotos de Genesis, ya que representa la única grabación legítima de un concierto de la banda con Peter Gabriel en las voces, por 25 años hasta la aparición del álbum Genesis Archive 1967-75.
Genesis nunca lanzó oficialmente una grabación en vivo de "Supper's Ready" de la gira de Foxtrot, pero una grabación de la canción en su gira siguiente hizo su aparición en el álbum de colección Genesis Archive 1967-75. Sin embargo, esta no debe ser considerada como una grabación genuina de archivo ya que Peter Gabriel regrabó las partes vocales en estudio antes de su lanzamiento, convirtiendo a la versión original del tema en un objeto raro de colección.
El álbum contiene canciones grabadas durante un concierto en De Montfont Hall, Leicester, del 25 de febrero de 1973 (excepto "The Return of the Giant Hogweed", grabada el día anterior en Mánchester), durante la gira de su álbum Foxtrot. No se incluyó "Supper's Ready", que hasta ese entonces era el tema predilecto del grupo, por la falta de interés que el grupo tenía en EE. UU., no habiendo interés en ese momento por un álbum doble que lo incluyera y se lo lanzó como un álbum simple de bajo costo con la idea de atraer a las masas y aumentar las ventas.
Cabe mencionar en este punto que, a pesar de que muchos le atribuyen carácter de mito, existe una edición en álbum doble, prensada por el sello Philips Récords de Holanda (Philips – Matr.1: 6830 140.1 – Matr. 2: 6830 140.2), que incluye la versión completa de Supper's Ready, la firma característica de los conciertos en vivo de la banda durante ese período. Lamentablemente, y por su carácter promocional para radioemisoras, esta edición consideró un número muy reducido de copias, algunas de ellas hoy en manos de coleccionistas del grupo. 
Aunque "Supper's Ready" no está presente en el álbum oficial, la portada del álbum muestra una foto del grupo interpretando la canción. Una edición remasterizada digitalmente fue lanzada en CD en el año 1994 por la discográfica Virgin Records en Europa y en Atlantic records en EE. UU. y Canadá.
El álbum tampoco incluye las historias contadas por Gabriel entre canciones; ninguna de ellas fue publicada oficialmente por la banda, y sólo pueden ser encontradas en grabaciones no comerciales. Estas historias servían para que Gabriel explique las canciones a interpretar, dando rienda suelta a sus alocadas y enigmáticas fantasías. Las historias más conocidas son las de Henry y Cynthia (The Musical Box), "los 5 Rios" (Firth Of Fifth), Britannia (Dancing With The Moonlit Knight), el viejo Michael (Supper's Ready, incluida en la mencionada edición promocional del álbum), etc. Cuando Phil Collins estuvo en la voz tras la retirada de Gabriel, se seguían contando las historias.

## Historia de Peter
La historia que se lee a continuación es una historia que escribió Peter Gabriel para ser publicada especialmente en este álbum:
4:30 P.M. El tren se detiene. No hay ninguna estación a la vista. Las miradas ansiosas se precipitan entre los pasajeros mientras se ven entre ellos por primera vez.
Al final del tren, una señorita joven con un pantalón verde se para en el centro del vagón y procede a desabotonarse su camisa, se la saca y la tira al piso sucio de madera. También se saca sus zapatos, sus pantalones, su blusa, su corpiño, sus ligas y sus medias florales, dejándolos todo en una bonita pila. Así, queda completamente desnuda. Luego pasa sus manos por sus muslos y comienza a jugar con ellas entre sus piernas. Eventualmente, agarra algo frío y metálico y muy lentamente, comienza a bajarse el cierre que tiene en su cuerpo; lo hace en una línea recta por arriba del estómago, entre sus pechos, hasta el cuello, pasando por el centro de su cara hasta su frente. Sus dedos escudriñaban hacia arriba y hacia abajo la ranura resultante; finalmente los deja en su ombligo. Ella se detiene por un momento, antes de separar meticulosamente su piel. Desliza su mano por la incisión abierta, presiona hacia arriba a través de su garganta, y corre algo sólido que tiene guardado en la parte superior de su espinazo. Con un tremendo esfuerzo, afloja y saca un delgado cetro dorado. Sus dedos pierden la capacidad de sostenerlo y su cuerpo arrugado, nítidamente rebanado, se escurre por la superficie líquida del cetro hasta el piso.
¡SPLAT!
El cetro permanece suspendido sobre el suelo. Un asta sin bandera. Los otros pasajeros se han quedado totalmente en silencio, pero al retumbar el sonido del cuerpo que cae al piso, una señora de mediana edad, vistiendo un traje rosa y un saco del mismo color se para y grita; “¡DETENGAN ESTO, ES REPUGNANTE!”.El cetro dorado desapareció, el pantalón verde quedó colgado en una percha, con un ticket de limpieza a seco agarrado a la pierna izquierda. En el ticket estaba escrito:-
NOMBRE..................................
DIRECCION...............................

## Lista de canciones
| Pista | Título Inglés                   | Título Español                 | Del Álbum     | Duración |
| ----- | ------------------------------- | ------------------------------ | ------------- | -------- |
| 1.    | Watcher Of The Skies            | Observador De Los Cielos       | Foxtrot       | 8:34     |
| 2.    | Get' Em Out By Friday           | Sacalos Para El Viernes        | Foxtrot       | 9:14     |
| 3.    | The Return Of The Giant Hogweed | El Regreso del Perejil Gigante | Nursery Cryme | 8:14     |
| 4.    | The Musical Box                 | La Cajita Musical              | Nursery Cryme | 10:55    |
| 5.    | The Knife                       | El Cuchillo                    | Trespass      | 9:47     |

- Todas las canciones están compuestas por Tony Banks, Phil Collins, Peter Gabriel, Steve Hackett y Mike Rutherford, excepto "The Knife" compuesta por Tony Banks, Peter Gabriel, Anthony Phillips y Mike Rutherford.
- En las ediciones originales en LP y casete, el primer lado correspondía a los temas 1-3 mientras que el segundo correspondía a los temas 4-5.

## Formación
- Peter Gabriel: Voz principal, flauta, bombo, pandereta.
- Steve Hackett: Guitarra principal.
- Tony Banks: Órgano Hammond, melotrón, piano, guitarra de 12 cuerdas, coros.
- Mike Rutherford: Bajo, pedalero Dewtron "Mister Bassman", guitarra de 12 cuerdas, coros.
- Phil Collins: Batería, percusión, voces.

## Datos Adicionales
- Producido por John Burns y Genesis.
- La edición de EE. UU. fue remasterizada por Dennis King, de Atlantic Studios, Nueva York.
- Remasterización en CD por Zal Schreiber de Atlantic Studios, Nueva York.
- Álbum mezclado en "Island Studios", Basing Sr. London W11.
- Fotografía de tapa por Bob Gruen (tomada del programa estadounidense "The King Biscuit Flower Hour").

## Trivia
- En el interior del álbum aparece la siguiente cita: "Este álbum está dedicado a Richard Mcphail quién nos dejó en abril de 1973". Durante años hubo muchas controversias acerca de esta entrada en el álbum. La mayoría de los seguidores del grupo pensaban que McPhail había muerto, pero de hecho dejó el apoyo a la banda por otros intereses. Posteriormente se volvió a unir a Peter Gabriel pero ya en su carrera como solista.
- En algunas ediciones de este álbum figura incorrectamente John Mayhew en lugar de Phil Collins y Anthony Phillips en lugar de Steve Hackett. Esto obviamente está mal ya que Mayhew y Philips dejaron la banda luego del álbum "Trespass" en 1970. Esto ha sido corregido en ediciones posteriores.
- Al principio de "The Musical Box" Peter Gabriel dice lo siguiente: "That was an unaccompanied bass pedal solo from my brother Phil. This is the musical box", lo que en castellano quiere decir: "Eso fue un solo no acompañado de pedalera por mi hermano Phil. Esta es la Cajita de Música."
- La primera edición inglesa en casete de este álbum divide a "The Return Of The Giant Hogweed" en dos partes, lo que evidentemente es incorrecto.
- Existe una rara edición limitada italiana del álbum que venía con una foto de tapa totalmente diferente con Gabriel en su máscara de flor, rodeada de un borde blanco. (Charisma 63969 942)
- La letra de la canción "The Knife" en vivo difiere en algunos versos de la versión en estudio que aparece en Trespass. Esto se debe a que Peter Gabriel adaptaba la letra de la canción de acuerdo al público. Así, esta versión está adaptada al público británico, dado que la canción fue grabada en Inglaterra y se hace mención a la plaza Trafalgar.